# Zela adorabilis
Zela adorabilis är en fjärilsart som beskrevs av Hans Fruhstorfer 1911. Zela adorabilis ingår i släktet Zela och familjen tjockhuvuden. Inga underarter finns listade i Catalogue of Life.